# شارلوت هينيسي
شارلوت هينيسي (بالإنجليزية: Charlotte Hennessy)‏ هي ممثلة أمريكية، ولدت في 1873 في تورونتو في كندا، وتوفيت في 22 مارس 1928 في لوس أنجلوس في الولايات المتحدة بسبب سرطان الثدي.

## وصلات خارجية
- شارلوت هينيسي على موقع IMDb (الإنجليزية)
- شارلوت هينيسي على موقع قاعدة بيانات برودواي على الإنترنت (الإنجليزية)
- شارلوت هينيسي على موقع كينوبويسك (الروسية)